# Maer Hall
Maer Hall est une grande maison de campagne datant du XVIIe siècle, dominant le village de Maer (en) situé dans le district de Newcastle-under-Lyme dans le comté de Staffordshire en Angleterre.
Son plus célèbre propriétaire, Josiah Wedgwood II, le fils du potier anglais Josiah Wedgwood y vécut entre 1807 et 1843. Il fut notamment attiré par la ville proche de Stoke-on-Trent qui est considérée comme le lieu de naissance de l'industrie de la poterie en Angleterre. Le naturaliste Charles Darwin se maria avec sa fille, Emma Wedgwood le 29 janvier 1839. Darwin visitait donc souvent Maer.
Il existait déjà un manoir à Maer dès 1282, son propriétaire de l'époque étant William de Mere. La maison de pierre actuelle a été construite vers 1680 sur une pente surplombant un petit lac, ou "mere" (en) en anglais britannique, qui lui a donné son nom. Vers le XVIIIe siècle le paysagiste anglais Capability Brown modifia le lac pour le transformer en terrain de loisir.
Après la mort de Josiah Wedgwood II en 1843 la maison et ses terres furent rachetées par le potier William Davenport qui ajouta une énorme tour d'horloge et des étables supplémentaires, mais elles furent détruites dans les années 1960 afin de redonner à la maison son aspect original. 
Pendant la grande partie du XXe siècle elle fut entre les mains de la famille Harrisson, les propriétaires de Harrison Shipping Line.